# Кирієнко Сергій Георгійович
Сергі́й Гео́ргійович Киріє́нко (* 9 червня 1957, УРСР — † 17 грудня 2009, Нікополь) — український футболіст, воротар. Виступав за нікопольський «Електрометалург-НЗФ» протягом 21 сезону, зігравши рекордні 638 офіційних матчів за клуб.

## Життєпис
Сергій Кирієнко розпочав свої виступи у професіональному футболі у сумському «Фрунзенці», який тоді виступав у другій лізі чемпіонату СРСР. У липні 1980 року він перейшов до першолігового нікопольського «Колоса» і одразу став основним воротарем клубу. 1982 року, в тому числі й завдяки грі Кирієнка, який у 41 матчі пропустив 34 м'ячі, «Колос» став першою командою з українського райцентра, яка посіла третє місце у першій лізі. У 1983 році він був обраний капітаном команди.
Попри довіру колективу та тренерів клубу, 13 травня 1985 року після гостьового матчу в Запоріжжі Сергій Кирієнко серйозно порушив спортивний режим, до того ж це була вже не перша його проблема з алкоголем. Критичну статтю про цей вчинок написала газета «Советский спорт». За кілька днів на зборах команди було вирішено відрахувати гравця зі складу команди. Кирієнко продовжив виступи у команді «Трубник», яка виступала у чемпіонаті Дніпропетровської області.
Наступного сезону Кирієнко повернувся до «Колоса», очолюваного вже новим тренером — Геннадієм Лисенчуком. Але ще у першій половині сезону воротар зазнав важкої травми, через що не грав значну частину чемпіонату. 
1987 року Сергій Кирієнко переходить до кишинівського «Ністру», куди його запросив Володимир Ємець, тренер «Колоса» до 1981 року. Втім, у складі «Ністру» йому закріпитися не вдалося, і після смерті Ємця у листопаді Кирієнко знову повернувся до Нікополя.
Наступні шість років (1988 — квітень 1994) Кирієнко був основним воротарем «Колоса», перейменованого у 1992 році на «Металург», спочатку у першій та другій лігах чемпіонату СРСР, а після здобуття Україною незалежності — у першій лізі чемпіонату України. В 1991 році він встиг попрацювати помічником головного тренера «Колоса» Володимира Нечаєва.
У квітні 1994 року Сергій Кирієнко перейшов до команди «Кубань» з міста Слов'янськ-на-Кубані, яка виступала у третій лізі чемпіонату Росії. Протягом сезону він був основним голкіпером команди, пропустивши 15 м'ячів у 15 матчах. У травні 1995 року воротар знову повертається до Нікополя, але грає не за «Металург», а за аматорську «Еру».
Навесні 1996 Кирієнко втретє повертається до «Металурга», і у 39-річному віці він залишається основним воротарем команди. За місяць з 24 березня по 13 квітня 1997 року він забив чотири голи з пенальті — єдині у його кар'єрі. Два з цих чотирьох голів були забиті у домашній грі з чортківським «Кристалом», більше в тому матчі ніхто не забивав. Ще у сезоні 2000/01 Кирієнко був основним воротарем «Металурга» — у віці 43 років. Свій останній матч Сергій Кирієнко зіграв проти вінницької «Ниви» 25 жовтня 2001 року, ставши у віці 44 років, 4 місяців та 16 днів найстарішим гравцем, який виступав у чемпіонатах України.
Після завершення кар'єри Сергій Кирієнко займався популяризацією футболу в Нікополі, зокрема, брав участь в організації міських змагань.
Видатний воротар помер у Нікополі після тривалої хвороби 17 грудня 2009 року.

## Статистика
| Сезон | Клуб               | Ліга                  | Чемпіонат | Чемпіонат | Кубок | Кубок | Загалом | Загалом |
| Сезон | Клуб               | Ліга                  | Матчі     | Голи      | Матчі | Голи  | Матчі   | Голи    |
| ----- | ------------------ | --------------------- | --------- | --------- | ----- | ----- | ------- | ------- |
| 1980  | «Колос» (Нікополь) | Перша ліга СРСР       | 22        | -22       | —     | —     | 22      | -22     |
| 1981  | «Колос» (Нікополь) | Перша ліга СРСР       | 38        | -37       | 5     | -7    | 43      | -44     |
| 1982  | «Колос» (Нікополь) | Перша ліга СРСР       | 41        | -34       | 5     | -4    | 46      | -38     |
| 1983  | «Колос» (Нікополь) | Перша ліга СРСР       | 42        | -50       | 2     | -1    | 44      | -51     |
| 1984  | «Колос» (Нікополь) | Перша ліга СРСР       | 39        | -52       | 1     | -1    | 40      | -53     |
| 1985  | «Колос» (Нікополь) | Перша ліга СРСР       | 13        | -11       | —     | —     | 13      | -11     |
| 1986  | «Колос» (Нікополь) | Перша ліга СРСР       | 7         | -11       | —     | —     | 7       | -11     |
| 1987  | «Ністру» (Кишинів) | Друга ліга СРСР       | 5         | ?         | —     | —     | 5       | ?       |
| 1988  | «Колос» (Нікополь) | Перша ліга СРСР       | 33        | -52       | —     | —     | 33      | -52     |
| 1989  | «Колос» (Нікополь) | Друга ліга СРСР       | 49        | -49       | 6     | -8    | 55      | -57     |
| 1990  | «Колос» (Нікополь) | Друга нижча ліга СРСР | 29        | -34       | 2     | -1    | 31      | -35     |
| 1991  | «Колос» (Нікополь) | Друга нижча ліга СРСР | 47        | -38       | —     | —     | 47      | -38     |